# ひだまりスケッチのディスコグラフィ
この項目では、Lantisから発売されているテレビアニメ『ひだまりスケッチ』の関連CDについて記述する。

## 主題歌

### スケッチスイッチ
2007年1月24日発売。第一期『ひだまりスケッチ』オープニングテーマ。

### 芽生えドライブ
2007年2月21日発売。第一期『ひだまりスケッチ』エンディングテーマ。

### ?でわっしょい
2008年7月23日発売。第二期『ひだまりスケッチ×365』オープニングテーマ。

### 流星レコード
2008年8月6日発売。第二期『ひだまりスケッチ×365』エンディングテーマ。

### できるかなって☆☆☆
2010年1月27日発売。第三期『ひだまりスケッチ×☆☆☆』オープニングテーマ。

### さくらさくら咲く 〜あの日君を待つ 空と同じで〜
2010年2月10日発売。第三期『ひだまりスケッチ×☆☆☆』エンディングテーマ。

### 気まぐれ、じゃんけんポンっ!／nora
2011年11月23日発売。OVA『ひだまりスケッチ×SP』オープニングテーマ及びエンディングテーマ。

### おーぷん☆きゃんばす
2012年10月24日発売。第四期『ひだまりスケッチ×ハニカム』オープニングテーマ。

### 夢ぐも
2012年11月7日発売。第四期『ひだまりスケッチ×ハニカム』エンディングテーマ。

### ゆめデリバリー
2008年6月4日発売。Webラジオ『ひだまりラジオ×365』オープニングテーマ。（第2 - 6回、第10 - 12回）

### 笑うかどにはパンパンパン!
2010年3月10日発売。Webラジオ『ひだまりラジオ×☆☆☆』オープニングテーマ。

## キャラクターソング

### ひだまりスケッチ×365 キャラクターソング
2008年9月10日から2009年1月21日にかけて計7作発売されたテレビアニメ『ひだまりスケッチ×365』のキャラクターソングシリーズ。
各タイトルごとにキャラクターソングが2曲ずつ収録されている。ジャケットは原作者の蒼樹うめによる描き下ろしで、各キャラクターが描かれている。また、ひだまり荘の住人の場合は部屋番号が、それ以外のキャラクターは作品名に因み「365」と入れられている。

#### リリース一覧
（全作詞:畑亜貴）

##### Vol.1 ゆの
2008年9月10日発売。歌はゆの（阿澄佳奈）。

###### 収録曲
1. こんなのはじめて [3:34]
  - 作曲：田代智一、編曲：近藤昭雄

2. やる気がふにゃー [3:33]
  - 作曲：陰下真由子、編曲：Angel Note

3. こんなのはじめて（off vocal）
4. やる気がふにゃー（off vocal）

##### Vol.2 宮子
2008年9月10日発売。歌は宮子（水橋かおり）。

###### 収録曲
1. はじまりサバイバル [3:32]
  - 作曲・編曲：菊谷知樹

2. にゃーとな午後三時 [3:50]
  - 作曲：上田晃司、編曲：鈴木マサキ

3. はじまりサバイバル（off vocal）
4. にゃーとな午後三時（off vocal）

##### Vol.3 ヒロ
2008年9月10日発売。歌はヒロ（後藤邑子）。

###### 収録曲
1. シャラララ・ドルチェ [3:39]
  - 作曲：浅野実希、編曲：松井望

2. ちいさなお茶会 [2:57]
  - 作曲：吉田勝弥、編曲：荒木啓六

3. シャラララ・ドルチェ（off vocal）
4. ちいさなお茶会（off vocal）

##### Vol.4 沙英
2008年（平成20年）9月10日発売。歌は沙英（新谷良子）。

###### 収録曲
1. しめきり純情派 [3:53]
  - 作曲：ツキダタダシ、編曲：村井大

2. 天性メガネリア [4:03]
  - 作曲：綾原圭二、編曲：tetsu-yeah

3. しめきり純情派（off vocal）
4. 天性メガネリア（off vocal）

##### Vol.5 吉野屋先生
2008年11月5日発売。歌は吉野屋先生（松来未祐）。

###### 収録曲
1. プリンセス・ティーチャー! [3:49]
  - 作曲・編曲：松井望

2. 美人美術教師の憂鬱 [4:40]
  - 作曲：綾原圭二、編曲：近藤昭雄

3. プリンセス・ティーチャー!（off vocal）
4. 美人美術教師の憂鬱（off vocal）

##### Vol.6 校長先生
2008年（平成20年）11月5日発売。歌は校長先生（チョー）。

###### 収録曲
1. 青春も学舎も幾年月 [4:22]
  - 作曲：吉田勝弥、編曲：安藤高弘

2. 校長曲ロ短調｢四季｣ [3:39]
  - 作曲：とものかつみ、編曲：yo

3. 青春も学舎も幾年月（off vocal）
4. 校長曲ロ短調｢四季｣（off vocal）

##### Vol.7 うめ先生
2009年1月21日発売。歌はうめ先生（蒼樹うめ）。

###### 収録曲
1. ひだまり・ひだまれ・ひだまりるん [4:18]
  - 作曲：三浦誠司、編曲：安藤高弘

2. 見ちゃだめすごいんです [3:46]
  - 作曲・編曲：村井大

3. ひだまり・ひだまれ・ひだまりるん（off vocal）
4. 見ちゃだめすごいんです（off vocal）

### ひだキャラ
2007年9月5日発売。テレビアニメ『ひだまりスケッチ』のキャラクターソングアルバム。

### ひだまりんぐsongs
2010年12月22日発売。テレビアニメ『ひだまりスケッチ×☆☆☆』のキャラクターソングアルバム。

### ひだまループ×エブリデイ♪
2013年11月27日発売。テレビアニメ『ひだまりスケッチ×ハニカム』のキャラクターソングミニアルバム。

## サウンドトラック
Lantisから発売されたテレビシリーズのサウンドトラック。テレビアニメ本編のBGMとTVサイズの主題歌が収録されている。CDジャケットは、メインキャラクターによるビートルズのアルバムのパロディとなっている。音楽は、菊谷知樹が手掛けている。
4期の『ハニカム』のみ未発売。

### 第1作
2007年4月25日発売。ジャケットの元ネタは『アビイ・ロード』。登場キャラは、ゆの、宮子、ヒロ、沙英。

#### 収録曲
1. スケッチスイッチ（TV Ver.） [1:31]
  - 歌：阿澄佳奈・水橋かおり・新谷良子・後藤邑子、作詞：秋乃零斗、作曲：前澤寛之、編曲：安藤高弘
  - オープニングテーマ

2. さてさて [0:05]
3. a sunny place1 [1:49]
4. 一日のはじめに [1:06]
5. わくわく [1:38]
6. a sunny place2 [0:37]
7. ふと気付けば [1:39]
8. しっとり [1:42]
9. うっとり [1:50]
10. しんみり [1:36]
11. 故障かな? [1:46]
12. ではでは [0:05]
13. しょんぼり [1:28]
14. ふら〜り [1:24]
15. ぼんやり [1:42]
16. それどころじゃ、ない [1:35]
17. どきどき [1:19]
18. ゾクゾク [1:44]
19. 故障だね [1:38]
20. はてはて [1:31]
21. 雨の日に [1:32]
22. おセンチ [1:34]
23. それから [0:05]
24. a sunny place3 [1:31]
25. ドタバタ [1:32]
26. きょとん [1:15]
27. 本日晴天 [1:36]
28. きょっと〜ん [1:07]
29. 芸術紀行 [1:28]
30. ゆったり [1:37]
31. ・・・はぁ〜 [1:11]
32. マーチ [1:21]
33. 競争だ [1:27]
34. しみじみ [1:31]
35. 引き続き [0:05]
36. ガタガタ [1:51]
37. 決戦迫る [1:31]
38. ぶるぶる [1:35]
39. いざ! [1:28]
40. ひんやり [1:38]
41. 必要は発明の母 [1:18]
42. まったりアイデア [0:39]
43. こんなんでどうでしょう [1:18]
44. と、いうわけで [0:05]
45. 湯船にて [1:40]
46. 夜が更けて [1:43]
47. りんりん [1:36]
48. 深夜のひまつぶし [1:30]
49. 深夜のひつまぶし? [1:35]
50. 明日もきっと [1:24]
51. 一日のおわりに [1:53]
52. 芽生えドライブ（TV Ver.） [1:32]
  - 歌：marble、作詞：micco、作曲・編曲：菊地達也
  - エンディングテーマ

### ×365
2008年10月8日発売。ジャケットの元ネタは『ヘルプ!』。登場キャラは、ゆの、宮子、ヒロ、沙英、うめ先生。

#### 収録曲
1. さてさて [0:04]
2. わくわくひだまり荘 [1:25]
3. ?でわっしょい（TV Ver.） [1:30]
  - 歌：ゆの（阿澄佳奈）・宮子（水橋かおり）・ヒロ（後藤邑子）・沙英（新谷良子）、作詞：畑亜貴、作曲：Tatsh、編曲：安藤高弘
  - オープニングテーマ

4. ○月○日 [0:04]
5. おはよう [1:32]
6. 寝過ごした! [1:56]
7. 急がなきゃ [1:24]
8. ふぃ〜 [1:23]
9. なんだろ [1:37]
10. 大家さんだ [1:35]
11. ちゃんちゃん♪ [0:04]
12. まったりひだまり荘 [1:51]
13. どうしようかな? [1:36]
14. ちょこちょこ [1:21]
15. なんかいる? [1:26]
16. みすてりあす [1:33]
17. ゆったり [1:37]
18. こんどはなにかな [0:04]
19. うきうきひだまり荘 [1:45]
20. たのしみ [1:46]
21. はじまる [1:05]
22. 選手入場 [1:05]
23. 夏目登場 [0:56]
24. みんな頑張れ [1:12]
25. はぁぁ〜 [1:36]
26. うつらうつら・・・ [1:23]
27. ・・・Zzz [0:04]
28. お正月 [0:54]
29. きれいな夜空 [1:38]
30. それでそれで [0:04]
31. いつものひだまり荘 [2:13]
32. くるくるおしゃべり [1:33]
33. 智花ちゃん激ウマ [0:57]
34. のんびり [1:37]
35. おやすみなさい [1:38]
36. 流星レコード（TV Ver.） [1:32]
  - 歌：marble、作詞：micco、作曲・編曲：菊地達也、ストリングスアレンジ：ぺーじゅん
  - エンディングテーマ

37. しんみり [1:36]

### ×☆☆☆
2010年3月24日発売。サブタイトルとジャケットの元ネタは『ハード・デイズ・ナイト』。登場キャラは、ゆの、宮子、ヒロ、沙英、乃莉、なずな、吉野屋先生、うめ先生。本作のみGloryHeavenレーベルでの発売である。

#### 収録曲
1. さてさて [0:05]
2. ひだまりな早朝 [1:36]
3. できるかなって☆☆☆（TV size.） [1:30]
  - 歌：ゆの（阿澄佳奈）・宮子（水橋かおり）・ヒロ（後藤邑子）・沙英（新谷良子）、作詞：畑亜貴、作曲：村井大、編曲：安藤高弘
  - オープニングテーマ

4. ひだまり荘の朝 〜一年生〜 [1:55]
5. どきどきおでかけ [1:33]
6. ひだまり荘の朝 〜二年生〜 [1:25]
7. うきうき [1:48]
8. ひだまり荘の朝 〜三年生〜 [1:31]
9. ほがらか日曜日 [2:09]
10. たのしみ新生活 [1:33]
11. はじめまして、ひだまり荘 [1:32]
12. なかよくできるかな? [1:32]
13. たよりになる先輩? [1:30]
14. わたしは先輩 [1:43]
15. わたしも先輩 [1:34]
16. なかよくしよっ! [1:44]
17. みんなと一緒 [1:59]
18. これって平気? [1:32]
19. 進化する吉野屋先生 [1:14]
20. 進化し続ける吉野屋先生 [1:26]
21. 校長先生VS吉野屋先生 [1:03]
22. たまにはこんな日も [1:18]
23. ある日の食卓 [2:00]
24. なんかズレてる? [1:31]
25. なにかズレてる? [1:36]
26. なぜかズレてる? [1:43]
27. ひだまり荘のゆかいな変わりもの [1:34]
28. ゆったり山吹高校 [1:30]
29. いってきます [1:37]
30. さくらさくら咲く 〜あの日君を待つ 空と同じで〜（TV size.） [1:30]
  - 歌：marble、作詞：micco、作曲・編曲：菊地達也、ストリングスアレンジ：ぺーじゅん
  - エンディングテーマ

31. しんみり [1:39]

## イメージソング

### ひだま〜ぶる
marbleのコンセプト・アルバム。『ひだまりスケッチ』をイメージして作られた。

### ひだま〜ぶる×☆☆☆
marbleのコンセプト・アルバム。『ひだまりスケッチ×☆☆☆』をイメージして作られた。

### ひだま〜ぶる×ハニカム
marbleのコンセプト・アルバム。『ひだまりスケッチ×ハニカム』をイメージして作られた。

## ベストアルバム

### ひだまり荘で、待ってます。
2013年2月27日発売。アニメとラジオの主題歌を集めた2枚組ベストアルバム。

#### 収録曲

##### Disc 1
1. スケッチスイッチ
  - 第一期『ひだまりスケッチ』オープニングテーマ。
2. 芽生えドライブ
  - 第一期『ひだまりスケッチ』エンディングテーマ。
3. ?でわっしょい
  - 第二期『ひだまりスケッチ×365』オープニングテーマ。
4. 流星レコード
  - 第二期『ひだまりスケッチ×365』エンディングテーマ。
5. できるかなって☆☆☆
  - 第三期『ひだまりスケッチ×☆☆☆』オープニングテーマ。
6. さくらさくら咲く 〜あの日君を待つ 空と同じで〜
  - 第三期『ひだまりスケッチ×☆☆☆』エンディングテーマ。
7. 気まぐれ、じゃんけんポンっ!
  - OVA『ひだまりスケッチ×SP』オープニングテーマ。
8. nora
  - OVA『ひだまりスケッチ×SP』エンディングテーマ。
9. おーぷん☆きゃんばす
  - 第四期『ひだまりスケッチ×ハニカム』オープニングテーマ。
10. 夢ぐも
  - 第四期『ひだまりスケッチ×ハニカム』エンディングテーマ。

##### Disc 2
1. おんなのこパズル
  - Webラジオ『ひだまりラジオ』オープニングテーマ。
2. 凛
  - Webラジオ『ひだまりラジオ』エンディングテーマ。
3. ゆめデリバリー
  - Webラジオ『ひだまりラジオ×365』第2回 - 第6回、第10回 - 第12回オープニングテーマ。
4. ひだまりランナー
  - Webラジオ『ひだまりラジオ×365』エンディングテーマ。
5. 笑うかどにはパンパンパン!
  - Webラジオ『ひだまりらじお×☆☆☆』オープニングテーマ。
6. 誰かがまってる
  - Webラジオ『ひだまりらじお×☆☆☆』エンディングテーマ。
7. 恋いろSHOOTING
  - Webラジオ『ひだまりラジオ×ハニカム』オープニングテーマ。
8. それじゃ、ひだまり荘で。
  - Webラジオ『ひだまりラジオ×ハニカム』エンディングテーマ。
9. ひだまりランド・ゴーランド
  - イベント『超ひだまつりZ』テーマソング。
10. おとこのこパズル
  - Webラジオ『ひだまりラジオ×365』第1回オープニングテーマ。
  - 阿澄佳奈・水橋かおり・新谷良子・後藤邑子の「おんなのこパズル」のカバー。

## ドラマCD

### ひだまりスケッチ×365 ドラマCD
2008年09月26日には、『ひだまりスケッチ×365』のドラマCDが発売された。